# Концерт для скрипки з оркестром № 1 (Брух)
Концерт для скрипки з оркестром № 1, тв. 26, соль мінор — твір Макса Бруха для скрипки і симфонічного оркестру, найпопулярніший твір цього композитора.

## Історія створення
Брух почав працювати над своїм концертом влітку 1864 року в Мангаймі, користуючись консультаціями концертмейстера місцевого оркестру Йоганна Нарет-Конінга, і продовжив роботу в 1865—1866 рр. в Кобленці, де він очолював міський Інститут музики. У підсумку на цей твір у композитора пішло близько півтора роки роботи. Прем'єра концерту відбулася в Кобленці 24 квітня того ж року, виконував соло Отто фон Кьоніґсльов, оркестром Інституту музики диригував автор. Після прем'єри Брух не був задоволений результатом і звернувся за порадою до Йозефа Йоахіма. Отримав від видатного скрипаля довгий список поправок і рекомендацій; згодом композитор двічі приїжджав до Йоахіма в Ганновер для роботи над концертом. Крім того, Брух консультувався з іншим відомим скрипалем, Фердинандом Давидом, і з диригентом Германом Леві. Оновлена редакція вперше прозвучала у виконанні Йоахіма 5 січня 1868 року в Бремені, диригував Карл Мартін Райнталер; в тому ж році він був представлений на Ніжнейрейнському музичному фестивалі в Кельні. В результаті Брух надписав на партитурі концерту посвяту «Йозефу Йоахіму в знак поваги» (нім. Joseph Joachim in Verehrung zugeeignet); Йоахім своєю рукою закреслив слово «повага» і вписав поверх нього слово «дружба».

## Структура
Концерт складається із трьох частин:
1. Vorspiel — Allegro moderato
2. Adagio
3. Finale — Allegro energico

Орієнтовна тривалість звучання 25 хвилин.

## Характеристика музики
Твір Бруха належить до найхарактерніших зразків скрипкового концерту епохи романтизму, з самого початку вказуючи на спадкоємність знаменитих попередників — концертів Бетовена і Мендельсона. Всі три частини написані в сонатній формі, що є дуже незвично, проте Брух трактує її в нестандартному ключі.

## Рецепція
Британська прем'єра концерту в 1868 році була зустрінута різкою негативною критикою, яка оцінила твір як нецікавий і претензійний. Це не завадило тріумфальній ході твору по різних країнах; зокрема, Пабло де Сарасате познайомив з ним публіку Парижа і Брюсселя, а в 1872 році здійснив нью-йоркську прем'єру з Нью-Йоркським філармонічним оркестром під керуванням Карла Бергмана. У 1893 році Брух диригував концертом в Лондоні вже як видатний композитор сучасності (він прибув до Англії на запрошення музичного товариства Кембриджського університету разом з Арріґо Бойто, Камілем Сен-Сансом і П. І. Чайковським), виконання (соло Владислав Гурський) було зустрінуте оваціями. Йозеф Йоахім відзначав в 1906 році, що концерт Бруха належить до четвірки найважливіших німецьких скрипкових концертів, з яких бетховенський — найбільш безперечний, брамсівський — найсерйозніший, мендельсонівський — найсердечніший, а концерт Бруха — найспокусливіший.
Концерт входить в стандартний репертуар скрипалів і в число найпопулярніших творів класичної музики. Так, в 2000 році він посів перше місце в голосуванні слухачів британської радіостанції Classic FM, ненабагато випередивши Другий фортепіанний концерт Сергія Рахманінова.

## Доля оригіналу
Композитор продав права на видання концерту в 1868 році видавцеві Альвінові Кранцу за 250 талерів і згодом гірко шкодував про втрачену вигоду, оскільки від подальших продажів не отримував нічого. Проте, у нього все життя зберігався оригінальний рукопис, з яким він розлучився лише незадовго до смерті в 1920 році, розраховуючи виручити таким чином хоч якісь гроші. Ноти концерту взяли з собою в США американські піаністки сестри Сутри, обіцяючи продати рукопис і надіслати композитору гроші в доларах. Брух помер, не дочекавшись цих грошей, а його спадкоємці через деякий час отримали деяку суму в німецьких марках, яка не вартувала насправді майже нічого через гіперінфляцію. Подальші спроби з'ясувати у сестер Сутри долю нот були неуспішними. Тільки в 1968 році з'ясувалося, що піаністки продали їх лише в 1949 році американському колекціонерові Мері Флаґлер Кері, за заповітом якої вся нотна колекція, включаючи концерт Бруха, перейшла у володіння Бібліотеки Моргана в Нью-Йорку.